# Ligne de tramway de Fourmies à Wignehies
La ligne de Fourmies à Wignehies est une ancienne ligne de tramway qui reliait Fourmies à Wignehies entre 31 mars 1884 et le 31 décembre 1903.

## Histoire

### Projet
La ligne est déclarée d'utilité publique par décret du 2 août 1882. Elle est concédée par le département du Nord à Émile Léopold Tissot et Gaston Guillain.
Au cours de l'année 1883, ceux-ci se substituent la Société anonyme des tramways de Fourmies-Wignehies pour construire et exploiter le tramway, cette substitution est approuvée par le département du Nord le 29 août 1883 et par décret le 27 août 1885.

### Inauguration
Le 22 mars 1884, un essai concluant est mené sur la ligne en présence des dirigeants de la compagnie puis la commission chargée de la réception de la ligne se réunit le 27 mars,. Puis le dimanche 3 mars a lieu l'inauguration rapportée par le Journal de Fourmies :

« L'inauguration du Tramway de Fourmies Wignehies, avait lieu dimauche dernier. Beaucoup de voyageurs ; les contrôleurs étaient dans l'obligation de refuser des places. Sur tout le parcours, les habitants accouraient sur le seuil des portes et venaient admirer avec des rires et des cris, le nouveau véhicule. Une nuée de gamins effrontés, galopaient derrière les voitures et devant la machine, semblant narguer le Tram, et lui dire : « Tu vois, je vais plus vite encore que toi !»
Bien que le trajet de Fourmies à Wignehies, ne soit franchi qu'en 30 minutes, la vitesse du tramway n'en est pas moins rapide, surtout, si l'on tient compte des nombreuses stations échelonnées sur la route, stations auxquelles il est obligé de faire un arrêt plus ou moins long. Afin d'empêcher autant que possible les accidents, le conducteur fait retentir tout le long du parcours son cornet avertisseur, et ces appels stridents préviennent à une notable distance les voituriers et les piétons. Par un mécanisme ingénieux, la vapeur s'échappe par une soupape située sous la machine et ne donne presque point passage à la fumée.
Depuis trois jours, le service a continué sans aucune interruption, et nul accident n'est à signaler.
Dimanche matin, vers 11 heures, au moment d'arriver sur la place du Trie à Wignehies, un déraillement a eu lieu, mais le mécanicien, par une manœuvre habile a promptement remis la machine sur le rail, et il n'en est résulté ni retard, ni secousse trop forte. C'est à peine si les voyageurs se sont aperçus de l'opération.
Somme toute, le succès ne laisse rien à désirer jusqu'à ce jour, mais il faut tenir compte de l'engouement que nous portons toujours aux choses nouvelles. Combien, parmi les nombreux voyageurs de ces jours derniers ne prenaient le Tramway que par curiosité, « pour voir comme ça marche !» déclaraient-ils eux-mêmes à haute voix.
De plus, beaucoup de petites modifications sont encore à faire, l'administration s'en occupe. On dit que quelques arrêts seront probablement modifiés, d'autres supprimés. on déclare même que toutes ces opérations seront faites d'ici peu.
Pour nous, nous exprimons le vœu que le Tramway continue à faire d'aussi belles recettes que celles des jours derniers et, nous espérons que l'administration se verra souvent dans l'obligation d'ajouter une voiture supplémentaire afin de satisfaire ses nombreux voyageurs. »

### Évolution
Au début de l'année 1898, la société est placée en liquidation puis le 25 mai un arrêté du ministre des travaux public déchoit la compagnie de ses droits mais l'exploitation ne s'arrête pas pour autant.

### Suppression
Le service est supprimé le 31 décembre 1903.

## Matériel roulant

### Locomotives à vapeur
| Illustration | Modèle ou type             | Nombre | Numéros | En service | Hors service | Remarques                |
| ------------ | -------------------------- | ------ | ------- | ---------- | ------------ | ------------------------ |
|              | La Métallurgique Ct (030T) | 3      | 1-3     | 1884       |              |                          |
|              | La Métallurgique Ct (030T) | 1      | 4       | 1884       |              | Numéro constructeur 597. |